# Agata Stare
Agata Stare (* 4. Juli 1998) ist eine ehemalige slowenische Skispringerin.

## Werdegang
Stare, die für den Verein SSK Bohinj startet, gab im Sommer 2010 ihr internationales Debüt im Rahmen des Ladies-Cup in Žiri, wo sie den vierten und fünften Platz erreichte. Ihr Debüt im Skisprung-Continental-Cup gab sie im Alter von zwölf Jahren am 22. Januar 2011 in Ljubno. Dabei erreichte sie im ersten Springen den 15. Platz und im zweiten Springen den 22. Platz. Damit konnte sie insgesamt 25 Continental-Cup-Punkte gewinnen und belegte so am Ende den 55. Platz in der Saison-Gesamtwertung. Für die Weltcup-Saison 2011/12 galt Stare als Anwärter auf das B-Team. Bei den Nordischen Skispielen der OPA 2012 in Žiri sprang sie auf den sechsten Platz. In der Alpencup-Saison 2013/14 nahm sie nur an den zwei Wettkämpfen in Predazzo teil, kam auf die Plätze 25. und 22. und belegte in der Gesamtwertung auf 41. Platz. Bei ihren zweiten Nordischen Skispielen der OPA 2014 in Gérardmer sprang sie im Einzel der Juniorinnen auf den fünften Platz. Im Sommer 2014 nahm im Alpencup und Continental Cup teil. Beim Continental Cup in Trondheim wurde sie beim zweiten Springen disqualifiziert.
Am 17. Januar 2015 bestritt Stare ihr bis dahin letztes internationales Springen im Rahmen des Alpencup in Oberwiesenthal.

## Statistik

### Continental-Cup-Platzierungen
| Saison  | Platz | Punkte |
| ------- | ----- | ------ |
| 2010/11 | 55.   | 25     |
| 2011/12 | 71.   | 02     |